# NGC 3155
NGC 3155 este o galaxie spirală situată în constelația Dragonul. A fost descoperită în 2 aprilie 1801 de către William Herschel. Se află la o distanță de 49,43 de megaparseci de Pământ.